# Soga no Emishi
Soga no Emishi (苏我虾夷, 587 - 11 de julho de 645)  foi líder do Clã Soga e alto funcionário da Corte Imperial de Yamato. Também conhecido como Emishi (毛人) e Toyora no Oomi (豊浦大臣). Após a morte de seu pai Soga no Umako , Emishi assumiu o cargo de Ōomi.
De acordo com o Nihonshoki , do final do reinado de Imperatriz Suiko até o reinado da Imperatriz Kōgyoku, Emishi conseguiu  solidificar seu poder.  Após a morte da Imperatriz Suiko,  Emishi conseguiu instalar o Príncipe Tamura no trono como Imperador Jomei citando a vontade da Imperatriz Suiko. Embora tivesse outro candidato o Príncipe Yamashiro apoiado por Oe no Ou quando Emishi mandou matá-lo abriu caminho para seu favorito. Após a morte do Imperador Jomei, Emishi apoiou a Imperatriz Kōgyoku.
Sua filha, Soga no Tetsuki no Iratsume, foi esposa do Imperador Jomei e deu à luz a Princesa Yata.
Em 645, seu filho Soga no Iruka foi assassinado na frente da Imperatriz Kōgyoku pelo Príncipe Naka no Ōe (futuro Imperador Tenji), no dia seguinte Emishi cometeu suicídio.
| Precedido por Soga no Umako | Líder do Clã Soga 626 - 645 | Sucedido por Fim do Clã Soga |
| Precedido por Soga no Umako | Ōomi 626 - 645              | Sucedido por —               |